# Веренка (Акмолинская область)
Вере́нка (каз. Веренка) — упразднённое село в Ерейментауском районе Акмолинской области Казахстана. Входило в состав Еркиншиликского сельского округа. Код КАТО — 114655200. 

## География
Село располагалось на берегу реки Акмырза, примерно в 100 км к северо-востоку от Астаны и в 40 км к западу от центра города Ерейментау. Железнодорожная станция на линии Астана — Павлодар.
Абсолютная высота — 319 метров над уровнем моря.
Ближайшие населённые пункты: село Жолбасшы — на северо-западе, аул Еркиншилик — на юге.
Через село проходило проселочная дорога «Новомарковка — Еркиншилик».

## История
Основали село в 1905 году переселенцы с Украины, из Таврической губернии, позже селились люди разных национальностей из других мест.
На место нынешней Веренки были посланы ходоки-осмотреть землю и выбрать место для поселения. Так появились впоследствии сёла: Веренка, Благодатное, Звенигородка, Новомарковка.
В 1906 году была открыта первая начальная школа на украинском языке. В 1910 году уже построили общественную школу. В селе избирался свой сельский староста, спорные вопросы решались на сельском сходе.
В 1970-х—1980-х годах Веренка была одним из самых крепких хозяйств совхоза Еркеншиликский. Но с распадом СССР в 1990-е годы многие жители Веренки мигрировали.
Постановлением акимата Акмолинской области от 22 ноября 2019 года № А-11/567 и решением Акмолинского областного маслихата от 22 ноября 2019 года № 6С-39-11, село Веренка было переведено в категорию иных поселений и исключено из учётных данных, поселение села вошло в состав села Еркиншилик.

## Население
В 1989 году население села составляло 423 человека (из них украинцы — 35 %, казахи — 26 %).
В 1999 году население села составляло 266 человек (126 мужчин и 140 женщин). По данным переписи 2009 года в селе проживали 102 человека (49 мужчин и 53 женщины).
| Численность населения | Численность населения | Численность населения |
| 1989                  | 1999                  | 2009                  |
| --------------------- | --------------------- | --------------------- |
| 423                   | ↘266                  | ↘102                  |

## Экономика и социальная сфера
В селе находятся: фермерское хозяйство, начальная школа.

## Достопримечательности
- Памятник истории и культуры местного значения1
- Буйратау (национальный парк)[6].